# تپه جمشیدآباد
تپه جمشیدآباد مربوط به هزاره اول قبل از میلاد به بعد است و در شهرستان ساوه، روستای جمشید آباد واقع شده و این اثر در تاریخ ۱۰ آذر ۱۳۵۴ با شمارهٔ ثبت ۱۲۱۴ به‌عنوان یکی از آثار ملی ایران به ثبت رسیده است.